# 65 a. C.
El año 65 a. C. fue un año del calendario romano prejuliano. En la República romana, fue conocido como el año 689 Ab Urbe condita.

## Acontecimientos
- Finaliza la tercera guerra mitridática.
- Cneo Calpurnio Pisón es asesinado en su camino hacia la Hispania Citerior.[1]
- En Roma, Julio César se convierte en edil.

## Nacimientos
- 8 de diciembre: Horacio, poeta romano (f. 8 a. C.).